# Mazra‘eh-ye Ābād-e Chehel Tan
Mazra‘eh-ye Ābād-e Chehel Tan (persiska: آب باد چهل تن, Āb Bād-e Chehel Tan, مزرعه آباد چهل تن) är en bondby i Iran.   Den ligger i provinsen Kerman, i den sydöstra delen av landet, 1 000 km sydost om huvudstaden Teheran. Mazra‘eh-ye Ābād-e Chehel Tan ligger 1 380 meter över havet och antalet invånare är 213.
Terrängen runt Mazra‘eh-ye Ābād-e Chehel Tan är huvudsakligen kuperad, men norrut är den platt. Runt Mazra‘eh-ye Ābād-e Chehel Tan är det glesbefolkat, med 17 invånare per kvadratkilometer. Mazra‘eh-ye Ābād-e Chehel Tan är det största samhället i trakten. Trakten runt Mazra‘eh-ye Ābād-e Chehel Tan består i huvudsak av gräsmarker.